# Кирар, Мускан
Мускан Кирар (хинди मुस्कान किरार; род. 2001, Джабалпур, Мадхья-Прадеш) — индийская лучница, выступающая в соревнованиях по стрельбе из блочного лука. Бронзовый призёр чемпионата мира, победительница этапа Кубка Азии.

## Биография
Мускан выросла в Джабалпуре, штат Мадхья-Прадеш. Её мать Мала Кирар является домохозяйкой, отец Вирендра Кирар — бизнесмен.

## Карьера
Мускан тренируется под руководством Ричпала Сингх Салария в Академии стрельбы из лука Мадхья-Прадеш в Бхопале.
Она выиграла золотую медаль в личных соревнованиях на первом этапе Кубка Азии по стрельбе из лука в Бангкоке 7 марта 2018. В первом раунде Кирар набрала 142 очка против соперницы из Китайского Тайбэя, а в следующем матче вновь выиграла, набрав 145 очков. По ходу турнира её результат улучшался: в четвертьфинале она сумела набрать 147 очков, а в полуфинале 148. Несмотря на то, что в финальном поединке показатели упали, Кирар завоевала золотую медаль со счётом 139—136 против Закарии Надхира.
На чемпионате мира 2019 года в Хертогенбосе в составе сборной Индии вместе с Радж Каур и Джотхи Суреха Веннам завоевала бронзовую медаль. В матче за бронзовые медали была обыграна сборная Турции со счетом 229:226, при этом в начальной стадии поединка индийские лучницы уступали.